# Alba Montserrat
Alba Montserrat Tarín (Barcelona, 9 de junio de 1984) fue una futbolista española que jugó recientemente de portera en el RCD Espanyol de la Superliga Femenina de España.

## Trayectoria
Empieza su trayectoria en las categorías inferiores del FC Barcelona y pasa en ese equipo desde el año 1995 hasta el año 2002 pasando por diversas categorías. Fue la guardameta de la Selección de fútbol de Cataluña desde los 14 años hasta los 21 años, ganando diversos Campeonatos de España Sub-17 y Sub-21. En 2003 ficha por el CE Sabadell y debuta en Superliga con un equipo que se queda a las puertas de conseguir el campeonato de liga, quedando segundas y quedando subcampeonas de la Copa de la Reina. En el CE Sabadell estuvo hasta el 2006, año en que desaparece por problemas económicos. En 2006 viaja a Portugal y allí recala en el 1º Dezembro de la Liga Portuguesa Femenina hasta que la ficha el CF Llers de Figueras y pasa una temporada en Nacional. Rápidamente, ya en el 2007, ficha por el UE l'Estartit en Superliga y está hasta el 2010, año en que ficha por el RCD Espanyol, el mejor equipo de España con el objetivo de ganarlo todo, pero de nuevo se queda a las puertas de obtener el campeonato de Liga y de Copa, por un solo gol en la finales de ambas competiciones.
Por fin, en la temporada 2011-12 en el RCD Espanyol Femení consigue la guinda del pastel al ganar el equipo la Copa de la Reina 2011 - 2012, como colofón a una impecable y admirable trayectoria deportiva. 

| Club          | Temporada | Categoría                        | Totales | Totales |
| Club          | Temporada | Categoría                        | Jugados | Goles   |
| ------------- | --------- | -------------------------------- | ------- | ------- |
| FC Barcelona  | 1995-2002 | Cat. inferiores - Nacional (2ª)  |         |         |
| CE Sabadell   | 2003-2006 | Superliga (1ª)                   |         |         |
| 1º Dezembro   | 2006-2006 | Primera División Portuguesa (1ª) |         |         |
| CF Llers      | 2006-2007 | Nacional (2ª)                    |         |         |
| UE l'Estartit | 2007-2010 | Superliga (1ª)                   |         |         |
| RCD Espanyol  | 2010-2012 | Superliga (1ª)                   |         |         |

## Palmarés
- Campeona de la Copa de la Reina en 2012 con el RCD Espanyol
- Subcampeona de la Superliga en 2004 con el CE Sabadell.
- Finalista y subcampeona de la Copa de la Reina en 2005 con el CE Sabadell.
- Subcampeona y finalista de la Superliga en 2011 con el RCD Espanyol.
- Subcampeona y finalista de la Copa de la Reina en 2011 con el RCD Espanyol.
- Campeona y subcampeona de la Copa Catalunya en 2010 y 2011, respectivamente, con el RCD Espanyol
- Campeona del Campeonato de España de Fútbol Sub-17 y Sub-21 entre 1998 y 2005 con la selección de fútbol de Cataluña.[1]